# Tripyloplana tripyla
Tripyloplana tripyla is een platworm (Platyhelminthes). De worm is tweeslachtig. De soort leeft in het zoute water.
Het geslacht Tripyloplana, waarin de platworm wordt geplaatst, wordt tot de familie Notocirridae gerekend. De wetenschappelijke naam van de soort werd voor het eerst geldig gepubliceerd in 1953 door Hyman.